# AFC North
Pour les articles homonymes, voir AFC.
L'AFC North (« AFC Nord ») est une division de l'American Football Conference (AFC), elle-même conférence de la National Football League (NFL), ligue professionnelle de football américain aux États-Unis.
La division est actuellement composée de quatre franchises : 
- les Ravens de Baltimore,
- les Bengals de Cincinnati,
- les Browns de Cleveland,
- les Steelers de Pittsburgh.

## Ligne du temps
Placez le curseur sur l'année pour connaitre le champion de la Division ou du Super Bowl.
| 70                      | 71                      | 72                      | 73                      | 74                      | 75                      | 76                      | 77                      | 78                      | 79                      | 80                      | 81                      | 82                      | 83                      | 84                      | 85                      | 86                      | 87                      | 88                      | 89                      | 90                      | 91                      | 92                      | 93                      | 94                      | 95                         | 96                     | 97                  | 98                  | 99                  | 00                  | 01                  |  |  |  |  |  |  |  |  |  |  |  |  |  |  |  |  |  |  |  |  |  |
|                         |                         |                         |                         |                         |                         |                         |                         |                         |                         |                         |                         |                         |                         |                         |                         |                         |                         |                         |                         |                         |                         |                         |                         |                         |                            |                        |                     |                     |                     |                     |                     |  |  |  |  |  |  |  |  |  |  |  |  |  |  |  |  |  |  |  |  |  |
| Steelers de Pittsburgh  |                         |                         |                         |                         |                         |                         |                         |                         |                         |                         |                         |                         |                         |                         |                         |                         |                         |                         |                         |                         |                         |                         |                         |                         |                            |                        |                     |                     |                     |                     |                     |  |  |  |  |  |  |  |  |  |  |  |  |  |  |  |  |  |  |  |  |  |
| Browns de Cleveland [B] | Browns de Cleveland [B] | Browns de Cleveland [B] | Browns de Cleveland [B] | Browns de Cleveland [B] | Browns de Cleveland [B] | Browns de Cleveland [B] | Browns de Cleveland [B] | Browns de Cleveland [B] | Browns de Cleveland [B] | Browns de Cleveland [B] | Browns de Cleveland [B] | Browns de Cleveland [B] | Browns de Cleveland [B] | Browns de Cleveland [B] | Browns de Cleveland [B] | Browns de Cleveland [B] | Browns de Cleveland [B] | Browns de Cleveland [B] | Browns de Cleveland [B] | Browns de Cleveland [B] | Browns de Cleveland [B] | Browns de Cleveland [B] | Browns de Cleveland [B] | Browns de Cleveland [B] | Browns de Cleveland [B]    | Arrêt provisoire       | Arrêt provisoire    | Arrêt provisoire    | Browns de Cleveland | Browns de Cleveland | Browns de Cleveland |  |  |  |  |  |  |  |  |  |  |  |  |  |  |  |  |  |  |  |  |  |
| Oilers de Houston[C]    | Oilers de Houston[C]    | Oilers de Houston[C]    | Oilers de Houston[C]    | Oilers de Houston[C]    | Oilers de Houston[C]    | Oilers de Houston[C]    | Oilers de Houston[C]    | Oilers de Houston[C]    | Oilers de Houston[C]    | Oilers de Houston[C]    | Oilers de Houston[C]    | Oilers de Houston[C]    | Oilers de Houston[C]    | Oilers de Houston[C]    | Oilers de Houston[C]    | Oilers de Houston[C]    | Oilers de Houston[C]    | Oilers de Houston[C]    | Oilers de Houston[C]    | Oilers de Houston[C]    | Oilers de Houston[C]    | Oilers de Houston[C]    | Oilers de Houston[C]    | Oilers de Houston[C]    | Oilers de Houston[C]       | Oilers de Houston[C]   | Oilers du Tennessee | Oilers du Tennessee | Titans du Tennessee | Titans du Tennessee | Titans du Tennessee |  |  |  |  |  |  |  |  |  |  |  |  |  |  |  |  |  |  |  |  |  |
| Bengals de Cincinnati   |                         |                         |                         |                         |                         |                         |                         |                         |                         |                         |                         |                         |                         |                         |                         |                         |                         |                         |                         |                         |                         |                         |                         |                         |                            |                        |                     |                     |                     |                     |                     |  |  |  |  |  |  |  |  |  |  |  |  |  |  |  |  |  |  |  |  |  |
|                         |                         |                         |                         |                         |                         |                         |                         |                         |                         |                         |                         |                         |                         |                         |                         |                         |                         |                         |                         |                         |                         |                         |                         |                         | Jaguars de Jacksonville[D] |                        |                     |                     |                     |                     |                     |  |  |  |  |  |  |  |  |  |  |  |  |  |  |  |  |  |  |  |  |  |
|                         |                         |                         |                         |                         |                         |                         |                         |                         |                         |                         |                         |                         |                         |                         |                         |                         |                         |                         |                         |                         |                         |                         |                         |                         |                            | Ravens de Baltimore[E] |                     |                     |                     |                     |                     |  |  |  |  |  |  |  |  |  |  |  |  |  |  |  |  |  |  |  |  |  |

| AFC North [F]                                                                                                 | AFC North [F] | AFC North [F] | AFC North [F] | AFC North [F] | AFC North [F] | AFC North [F] | AFC North [F] | AFC North [F] | AFC North [F] | AFC North [F] | AFC North [F] | AFC North [F] | AFC North [F] | AFC North [F] | AFC North [F] | AFC North [F] | AFC North [F] | AFC North [F] | AFC North [F] | AFC North [F] | AFC North [F] | AFC North [F] | AFC North [F] |
| --- | ------------- | ------------- | ------------- | ------------- | ------------- | ------------- | ------------- | ------------- | ------------- | ------------- | ------------- | ------------- | ------------- | ------------- | ------------- | ------------- | ------------- | ------------- | ------------- | ------------- | ------------- | ------------- | ------------- |
| 02 | 03            | 04            | 05            | 06            | 07            | 08            | 09            | 10            | 11            | 12            | 13            | 14            | 15            | 16            | 17            | 18            | 19            | 20            | 21            | 22            | 23            | 24            | 25            |
| |               |               |               |               |               |               |               |               |               |               |               |               |               |               |               |               |               |               |               |               |               |               |               |
| Steelers de Pittsburgh                                                                                        |               |               |               |               |               |               |               |               |               |               |               |               |               |               |               |               |               |               |               |               |               |               |               |
| Browns de Cleveland                                                                                           |               |               |               |               |               |               |               |               |               |               |               |               |               |               |               |               |               |               |               |               |               |               |               |
| Bengals de Cincinnati                                                                                         |               |               |               |               |               |               |               |               |               |               |               |               |               |               |               |               |               |               |               |               |               |               |               |
| Ravens de Baltimore                                                                                           |               |               |               |               |               |               |               |               |               |               |               |               |               |               |               |               |               |               |               |               |               |               |               |
| Non membre de l'AFC North L'AFC North remporte le Super Bowl L'AFC North remporte la finale de conférence AFC |               |               |               |               |               |               |               |               |               |               |               |               |               |               |               |               |               |               |               |               |               |               |               |

A  L'AFC Central est créée à la suite de la fusion AFL-NFL en 1970 et fait partie de l'American Football Conference (AFC).
B  Après la saison 1995, la franchise des Browns de Cleveland est désactivée ; les joueurs et entraîneurs sont repris par la nouvelle franchise des Ravens de Baltimore. Les Browns sont réactivée en 1999. Les Browns, les Ravens et la NFL considèrent officiellement les Browns d'après 1999 comme une continuation de l'équipe originale fondée en 1946.
C  Houston déménage à Memphis et deviennent les Oilers du Tennessee en 1997, partent à Nashville ne 1998 (toujours sous le nom d'Oilers). L'équipe est rebaptisée Titans du Tennessee en 1999.
D  La franchise des Jaguars de Jacksonville commence la compétition en 1995.
E  La franchise de Ravens de Baltimore Ravens créée en fin de saison 1995 commence la compétition en 1996.
F  L'AFC Central est renommée AFC North. Jacksonville et Tennessee intègrent l'AFC South.

## Champions de division
- Vainqueur du Super Bowl
- Finaliste du Super Bowl
- (X) : Nombre de participations de la franchise en séries éliminatoires

| Saison      | Franchise                   | Bilan  | Résultats en séries éliminatoires |
| ----------- | --------------------------- | ------ | --- |
| AFC Central |                             |        | |
| 1970        | Bengals de Cincinnati       | 8-6    | Défaite en tour de division (at Colts) 0-17 |
| 1971        | Browns de Cleveland         | 9-5    | Défaite en tour de division (Colts) 3-20 |
| 1972        | Steelers de Pittsburgh      | 11-3   | Victoire en tour de division (Raiders) 13-7 Défaite en finale de conférence AFC (Dolphins) 17-21                                                                                                   |
| 1973        | Bengals de Cincinnati       | 10-4   | Défaite en tour de division (at Dolphins) 16-34 |
| 1974        | Steelers de Pittsburgh      | 10-3-1 | Victoire en tour de division (Bills) 32-14 Victoire en finale de conférence AFC (at Raiders) 24-13 Victoire au Super Bowl IX (Vikings) 16-6                                                        |
| 1975        | Steelers de Pittsburgh      | 12-2   | Victoire en tour de division (Colts) 28-10 Victoire en finale de conférence AFC (Raiders) 16-10 Victoire au Super Bowl X (Cowboys) 21-17                                                           |
| 1976        | Steelers de Pittsburgh      | 10-4   | Victoire en tour de division (@ Colts) 40-14 Défaite en finale de conférence AFC (@ Raiders) 7-24                                                                                                  |
| 1977        | Steelers de Pittsburgh      | 9-5    | Défaite en tour de division (@ Broncos) 21-34 |
| 1978        | Steelers de Pittsburgh      | 14-2   | Victoire en tour de division (Broncos) 33-10 Victoire en finale de conférence AFC (Oilers) 34-5 Victoire au Super Bowl XIII (Cowboys) 35-31                                                        |
| 1979        | Steelers de Pittsburgh      | 12-4   | Victoire en tour de division (Dolphins) 34-14 Victoire en finale de conférence AFC (Oilers) 34-5 Victoire au Super Bowl XIV (Rams) 31-19                                                           |
| 1980        | Browns de Cleveland         | 11-5   | Défaite en tour de division (Raiders) 12-14 |
| 1981        | Bengals de Cincinnati       | 12-4   | Victoire en tour de division (Bills) 28-21 Victoire en finale de conférence AFC (Chargers) 27-7 Défaite au Super Bowl XVI (49ers) 21-26                                                            |
| 1982        | Bengals de Cincinnati       | 7-2    | Défaite lord du 1er tour (Jets) 17-44 |
| 1983        | Steelers de Pittsburgh      | 10-6   | Défaite en tour de division (@ Raiders) 10-38 |
| 1984        | Steelers de Pittsburgh      | 9-7    | Victoire en tour de division (@ Broncos) 24-17 Défaite en finale de conférence AFC (@ Dolphins) 28-45                                                                                              |
| 1985        | Browns de Cleveland         | 8-8    | Défaite en tour de division (@ Dolphins) 21-24 |
| 1986        | Browns de Cleveland         | 12-4   | Victoire en tour de division (Jets) 23-20 (2OT) Défaite en finale de conférence AFC (Broncos) 20-23 (OT)                                                                                           |
| 1987        | Browns de Cleveland         | 10-5   | Victoire en tour de division (Colts) 38-21 Défaite en finale de conférence AFC (@ Broncos) 33-38                                                                                                   |
| 1988        | Bengals de Cincinnati       | 12-4   | Victoire en tour de division (Seahawks) 21-13 Victoire en finale de conférence AFC (Bills) 21-10 Défaite au Super Bowl XXIII (49ers) 16-20                                                         |
| 1989        | Browns de Cleveland (6)     | 9-6-1  | Victoire en tour de division (Bills) 34-30 Défaite en finale de conférence AFC (Broncos) 21-37 |
| 1990        | Bengals de Cincinnati       | 9-7    | Victoire en tour de division (Bills) 41-14 Défaite en finale de conférence AFC (@ Raiders) 10-20                                                                                                   |
| 1991        | Oilers de Houston           | 11-5   | Victoire en tour de division (Jets) 17-20 Défaite en finale de conférence AFC (@ Broncos) 24-26 |
| 1992        | Steelers de Pittsburgh      | 11-5   | Défaite en tour de division (Bills) 3-24 |
| 1993        | Oilers de Houston           | 12-4   | Défaite en tour de division (Chiefs) 20-28 |
| 1994        | Steelers de Pittsburgh      | 12-4   | Victoire en tour de division (Browns) 29-9 Défaite en finale de conférence AFC (Chargers) 13-17 |
| 1995        | Steelers de Pittsburgh      | 11-5   | Victoire en tour de division (Bills) 40-21 Victoire en finale de conférence AFC (Colts) 20-16 Défaite au Super Bowl XXX (Cowboys) 17-27                                                            |
| 1996        | Steelers de Pittsburgh      | 10-6   | Victoire en tour de division (Colts) 42-14 Défaite en finale de conférence AFC (@ Patriots) 3-28                                                                                                   |
| 1997        | Steelers de Pittsburgh      | 11-5   | Victoire en tour de division (Patriots) 7-6 Défaite en finale de conférence AFC (Broncos) 21-24 |
| 1998        | Jaguars de Jacksonville     | 11-5   | Victoire en tour de division (Patriots) 25-10 Défaite en finale de conférence AFC (@ Jets) 24-34                                                                                                   |
| 1999        | Jaguars de Jacksonville     | 14-2   | Victoire en tour de division (Dolphins) 62-7 Défaite en finale de conférence AFC (Titans) 14-33 |
| 2000        | Titans du Tennessee         | 13-3   | Défaite en tour de division (Ravens) 10-24 |
| 2001        | Steelers de Pittsburgh      | 13-3   | Victoire en tour de division (Ravens) 27-10 Défaite en finale de conférence AFC (Patriots) 17-24                                                                                                   |
| AFC North   |                             |        | |
| 2002        | Steelers de Pittsburgh      | 10-5-1 | Victoire en tour de Wild Card (Browns) 36-33 Défaite en tour de division (@ Titans) 31-34 |
| 2003        | Ravens de Baltimore         | 10-6   | Défaite en tour de Wild Card (Titans) 17-20 |
| 2004        | Steelers de Pittsburgh      | 15-1   | Victoire en tour de division (Jets) 20-17 Défaite en finale de conférence AFC (Patriots) 27-41 |
| 2005        | Bengals de Cincinnati       | 11-5   | Défaite en tour de Wild Card (Steelers) 17-31 |
| 2006        | Ravens de Baltimore         | 13-3   | Défaite en tour de division (Colts) 6-15 |
| 2007        | Steelers de Pittsburgh      | 10-6   | Défaite en tour de Wild Card (Jaguars) 29-31 |
| 2008        | Steelers de Pittsburgh      | 12-4   | Victoire en tour de division (Chargers) 35-24 Victoire en finale de conférence AFC (Ravens) 23-14 Victoire au Super Bowl XLIII (Cardinals) 27-23                                                   |
| 2009        | Bengals de Cincinnati       | 10-6   | Défaite en tour de Wild Card (Jets) 14-24 |
| 2010        | Steelers de Pittsburgh      | 12-4   | Victoire en tour de division (Ravens) 31-24 Victoire en finale de conférence AFC (Jets) 24-19 Défaite au Super Bowl XLV (Packers) 25-31                                                            |
| 2011        | Ravens de Baltimore         | 12-4   | Victoire en tour de division (Texans) 20-13 Défaite en finale de conférence AFC (@ Patriots) 20-23                                                                                                 |
| 2012        | Ravens de Baltimore         | 10-6   | Victoire en tour de Wild Card (Colts) 24-9 Victoire en tour de division (@ Broncos) 38-35 (2OT) Victoire en finale de conférence AFC (@ Patriots) 28-13 Victoire au Super Bowl XLVII (49ers) 34-31 |
| 2013        | Bengals de Cincinnati       | 11-5   | Défaite en tour de Wild Card (Chargers) 10-27 |
| 2014        | Steelers de Pittsburgh      | 11-5   | Défaite en tour de Wild Card (Ravens) 17-30 |
| 2015        | Bengals de Cincinnati       | 12-4   | Défaite en tour de Wild Card (Steelers) 16-18 |
| 2016        | Steelers de Pittsburgh      | 11-5   | Victoire en tour de Wild Card (Dolphins) 30-12 Victoire en tour de division (@ Chiefs) 18-16 Défaite en finale de conférence AFC (@ Patriots) 17-36                                                |
| 2017        | Steelers de Pittsburgh      | 13-3   | Défaite en tour de division (Jaguars) 42-45 |
| 2018        | Ravens de Baltimore         | 10-6   | Défaite en tour de Wild Card (Chargers) 17-23 |
| 2019        | Ravens de Baltimore (6)     | 14-2   | Défaite en tour de division (Titans) 12-28 |
| 2020        | Steelers de Pittsburgh (24) | 12-4   | Défaite en tour de Wild Card (Browns) 37-48 |
| 2021        | Bengals de Cincinnati       | 10-7   | Victoire en tour de Wild Card (Raiders) 26-19 Victoire en tour de division (Titans) 19-16 Victoire en finale de conférence AFC (@ Chiefs) 27-24 (OT) Défaite au Super Bowl LVI (Rams) 20-23        |
| 2022        | Bengals de Cincinnati (11)  | 12-4   | Victoire lors du tour de Wild Card (Ravens) 24-17 Victoire lors du tour de division (@ Bills) 27-10 Défaite en finale de conférence AFC (@ Chiefs) 20-23                                           |
| 2023        | Ravens de Baltimore         | 13-4   | Victoire lors du tour de division (Texans) 34-10 Défaite en finale de conférence AFC (Chiefs) 10-17                                                                                                |
| 2024        | Ravens de Baltimore (8)     | 12-5   | Victoire lors du tour de Wild Card (Steelers) 28-14 Défaite lors du tour de division (Bills) 25-27                                                                                                 |

## Qualifiés en Wild Card
Légende :
- Vainqueur du Super Bowl
- Finaliste du Super Bowl

| Saison      | Franchise               | Bilan  | Résultats en séries éliminatoires |
| ----------- | ----------------------- | ------ | --- |
| AFC Central |                         |        | |
| 1972        | Browns de Cleveland     | 10-4   | Défaite en tour de division (@ Dolphins) 14-20 |
| 1973        | Steelers de Pittsburgh  | 10-4   | Défaite en tour de division (@ Raiders) 14-33 |
| 1975        | Bengals de Cincinnati   | 11-3   | Défaite en tour de division (@ Raiders) 28-31 |
| 1978        | Oilers de Houston       | 10-6   | Victoire en tour de Wild Card (@ Dolphins) 17-9 Victoire en tour de division (@ Patriots) 31-14 Défaite en finale de conférence AFC (@ Steelers) 5-34                                          |
| 1979        | Oilers de Houston       | 11-5   | Victoire en tour de Wild Card (Broncos) 13-7 Victoire en tour de division (@ Chargers) 17-14 Défaite en finale de conférence AFC (@ Steelers) 13-27                                            |
| 1980        | Oilers de Houston       | 11-5   | Défaite en tour de Wild Card (@ Raiders) 7-27 |
| 1982        | Steelers de Pittsburgh  | 6-3    | Défaite lord du 1er tour (Chargers) 28-31 |
| 1982        | Browns de Cleveland     | 4-5    | Défaite lord du 1er tour (@ Raiders) 10-27 |
| 1987        | Oilers de Houston       | 9-6    | Victoire en tour de Wild Card (Seahawks) 23-20 (OT) Défaite en tour de division (@ Broncos) 10-34                                                                                              |
| 1988        | Browns de Cleveland     | 10-6   | Défaite en tour de Wild Card (Oilers) 23-24 |
| 1988        | Oilers de Houston       | 10-6   | Victoire en tour de Wild Card (@ Browns) 24-23 Défaite en tour de division (@ Bills) 10-17 |
| 1989        | Oilers de Houston       | 9-7    | Défaite en tour de Wild Card (Steelers) 23-26 (OT) |
| 1989        | Steelers de Pittsburgh  | 9-7    | Victoire en tour de Wild Card (@ Oilers) 26-23 (OT) Défaite en tour de division (@ Broncos) 23-24                                                                                              |
| 1990        | Oilers de Houston       | 9-7    | Défaite en tour de Wild Card (@ Bengals) 14-41 |
| 1992        | Oilers de Houston       | 10-6   | Défaite en tour de Wild Card (@ Bills) 38-41 (OT) |
| 1993        | Steelers de Pittsburgh  | 9-7    | Défaite en tour de Wild Card (@ Chiefs) 27-24 (OT) |
| 1994        | Browns de Cleveland     | 11-5   | Victoire en tour de Wild Card (Patriots) 20-13 Défaite en tour de division (@ Steelers) 9-29                                                                                                   |
| 1996        | Jaguars de Jacksonville | 9-7    | Victoire en tour de Wild Card (@ Bills) 30-27 Victoire en tour de division (@ Broncos) 30-27 Défaite en finale de conférence AFC (@ Patriots) 6-20                                             |
| 1997        | Jaguars de Jacksonville | 11-5   | Défaite en tour de Wild Card (@ Broncos) 17-42 |
| 1999        | Titans du Tennessee     | 13-3   | Victoire en tour de Wild Card (Bills) 22-16 Victoire en tour de division (@ Colts) 19-16 Victoire en finale de conférence AFC (@ Jaguars) 33-14 Défaite au Super Bowl XXXIV (Rams) 16-23       |
| 2000        | Ravens de Baltimore     | 12-4   | Victoire en tour de Wild Card (Broncos) 21-3 Victoire en tour de division (@ Titans) 24-10 Victoire en finale de conférence AFC (@ Raiders) 16-3 Victoire au Super Bowl XXXV (Giants) 34-7     |
| 2001        | Ravens de Baltimore     | 10-6   | Victoire en tour de Wild Card (@ Dolphins) 20-3 Défaite en tour de division (@ Steelers) 10-27                                                                                                 |
| AFC North   |                         |        | |
| 2002        | Browns de Cleveland     | 9-7    | Défaite en tour de Wild Card (@ Steelers) 33-36 |
| 2005        | Steelers de Pittsburgh  | 11-5   | Victoire en tour de Wild Card (@ Bengals) 31-17 Victoire en tour de division (@ Colts) 21-18 Victoire en finale de conférence AFC (@ Broncos) 34-17 Victoire au Super Bowl XL (Seahawks) 21-10 |
| 2008        | Ravens de Baltimore     | 11-5   | Victoire en tour de Wild Card (@ Dolphins) 27-9 Victoire en tour de division (@ Titans) 13-10 Défaite en finale de conférence AFC (@ Steelers) 14-23                                           |
| 2009        | Ravens de Baltimore     | 9-7    | Victoire en tour de Wild Card (@ Patriots) 33-14 Défaite en tour de division (@ Colts) 3-20 |
| 2010        | Ravens de Baltimore     | 12-4   | Victoire en tour de Wild Card (@ Chiefs) 30-7 Défaite en tour de division (@ Steelers) 24-31                                                                                                   |
| 2011        | Steelers de Pittsburgh  | 12-4   | Défaite en tour de Wild Card (@ Broncos) 23-29 (OT) |
| 2011        | Bengals de Cincinnati   | 9-7    | Défaite en tour de Wild Card (@ Texans) 10-31 |
| 2012        | Bengals de Cincinnati   | 10-6   | Défaite en tour de Wild Card (@ Texans) 13-19 |
| 2014        | Bengals de Cincinnati   | 10-5-1 | Défaite en tour de Wild Card (@ Colts) 10-26 |
| 2014        | Ravens de Baltimore     | 10-6   | Victoire en tour de Wild Card (@ Steelers) 30-17 Défaite en tour de division (@ Patriots) 31-35                                                                                                |
| 2015        | Steelers de Pittsburgh  | 10-6   | Victoire en tour de Wild Card (@ Bengals) 18-16 Défaite en tour de division (@ Broncos) 16-23                                                                                                  |
| 2020        | Ravens de Baltimore     | 11-5   | Victoire en tour de Wild Card (@ Titans) 20-13 Défaite en tour de division (@ Bills) 3-17 |
| 2020        | Browns de Cleveland     | 11-5   | Victoire en tour de Wild Card (@ Steelers) 48-37 Défaite en tour de division (@ Chiefs) 17-22                                                                                                  |
| 2021        | Steelers de Pittsburgh  | 9-7-1  | Défaite en tour de Wild Card (@ Chiefs) 21-42 |
| 2022        | Ravens de Baltimore     | 10-7   | Défaite lors du tour de Wild Card (@ Bengals) 17-24 |
| 2023        | Browns de Cleveland     | 11-6   | Défaite en tour de Wild Card (@ Texans) 14-5 |
| 2023        | Steelers de Pittsburgh  | 10-7   | Défaite en tour de Wild Card (@ Bills) 17-31 |
| 2024        | Steelers de Pittsburgh  | 10-7   | Défaite en tour de Wild Card (@ Ravens) 14-28 |

## Résultats saison par saison
Légende :
- Vainqueur du Super Bowl
- Finaliste du Super Bowl
- Qualifié pour les séries éliminatoires
- (x) : Classement (seed) dans la conférence en fin de saison régulière

| Saison | Bilan des équipes       | Bilan des équipes       | Bilan des équipes     | Bilan des équipes   | Bilan des équipes   | Bilan des équipes |
| --- | ----------------------- | ----------------------- | --------------------- | ------------------- | ------------------- | ----------------- |
| Saison | 1er                     | 2e                      | 3e                    | 4e                  | 5e                  | 6e                |
| AFC Central |                         |                         |                       |                     |                     |                   |
| 1970 | Cincinnati (8-6)        | Cleveland (7-7)         | Pittsburgh (7-7)      | Houston (3-10-1)    |                     |                   |
| 1971 | Cleveland (9-5)         | Pittsburgh (9-5)        | Houston (4-9-1)       | Cincinnati (4-10)   |                     |                   |
| 1972 | Pittsburgh (11-3)       | Cincinnati (10-4)       | Cleveland (8-6)       | Houston (1-13)      |                     |                   |
| 1973 | Cincinnati (10-4)       | Pittsburgh (10-4)       | Cleveland (7-5-2)     | Houston (1-13)      |                     |                   |
| 1974 | Pittsburgh (10-3-1)     | Houston (7-7)           | Cincinnati (7-7)      | Cleveland (4-10)    |                     |                   |
| 1975 | (1) Pittsburgh (12-2)   | (4) Cincinnati (11-3)   | Houston (10-4)        | Cleveland (3-11)    |                     |                   |
| 1976 | (3) Pittsburgh (10-4)   | Cincinnati (10-6)       | Cleveland (9-5)       | Houston (5-9)       |                     |                   |
| 1977 | (3) Pittsburgh (9-5)    | Cincinnati (8-6)        | Houston (8-6)         | Cleveland (6-8)     |                     |                   |
| 1978 | (1) Pittsburgh (14-2)   | (5) Houston (10-6)      | Cleveland (8-8)       | Cincinnati (4-12)   |                     |                   |
| 1979 | (2) Pittsburgh (12-4)   | (5) Houston (11-5)      | Cleveland (9-7)       | Cincinnati (4-12)   |                     |                   |
| 1980 | (2) Cleveland (11-5)    | (5) Houston (11-5)      | Pittsburgh (9-7)      | Cincinnati (6-10)   |                     |                   |
| 1981 | (1) Cincinnati (12-4)   | Pittsburgh (8-8)        | Houston (7-9)         | Cleveland (5-11)    |                     |                   |
| 1982 : À la suite d'une grève, la saison ne compte que 9 journées. Les classements sont établis par conférence et non par division. |                         |                         |                       |                     |                     |                   |
| 1982 | (3) Cincinnati (7-2)    | (4) Pittsburgh (6-3)    | (8) Cleveland (4-5)   | Houston (1-8)       |                     |                   |
| 1983 | (3) Pittsburgh (10-6)   | Cleveland (9-7)         | Cincinnati (7-9)      | Houston (2-14)      |                     |                   |
| 1984 | (3) Pittsburgh (9-7)    | Cincinnati (8-8)        | Cleveland (5-11)      | Houston (3-13)      |                     |                   |
| 1985 | (3) Cleveland (8-8)     | Cincinnati (7-9)        | Pittsburgh (7-9)      | Houston (5-11)      |                     |                   |
| 1986 | (1) Cleveland (12-4)    | Cincinnati (10-6)       | Pittsburgh (6-10)     | Houston (5-11)      |                     |                   |
| 1987 | (2) Cleveland (10-5)    | (4) Houston (9-6)       | Pittsburgh (8-7)      | Cincinnati (4-11)   |                     |                   |
| 1988 | (1) Cincinnati (12-4)   | (4) Cleveland (10-6)    | (5) Houston (10-6)    | Pittsburgh (5-11)   |                     |                   |
| 1989 | (2) Cleveland (9-6-1)   | (4) Houston (9-7)       | (5) Pittsburgh (9-7)  | Cincinnati (8-8)    |                     |                   |
| 1990 | (3) Cincinnati (9-7)    | (6) Houston (9-7)       | Pittsburgh (9-7)      | Cleveland (3-13)    |                     |                   |
| 1991 | (3) Houston (11-5)      | Pittsburgh (7-9)        | Cleveland (6-10)      | Cincinnati (3-13)   |                     |                   |
| 1992 | (1) Pittsburgh (11-5)   | (5) Houston (10-6)      | Cleveland (7-9)       | Cincinnati (5-11)   |                     |                   |
| 1993 | (2) Houston (12-4)      | (6) Pittsburgh (9-7)    | Cleveland (7-9)       | Cincinnati (3-13)   |                     |                   |
| 1994 | (1) Pittsburgh (22-4)   | (4) Cleveland (11-5)    | Cincinnati (3-13)     | Houston (2-14)      |                     |                   |
| 1995 : Les Jaguars de Jacksonville rejoignent l'AFC Central en tant qu'équipe d'expansion. |                         |                         |                       |                     |                     |                   |
| 1995 | (2) Pittsburgh (11-5)   | Houston (7-9)           | Cincinnati (7-9)      | Cleveland (5-11)    | Jacksonville (4-12) |                   |
| 1996 : Les Browns de Cleveland déménagent à Baltimore et deviennent les Ravens de Baltimore. Leur histoire et leurs bilans en tant que Browns sont restés à Cleveland pour qu'une équipe d'expansion potentielle puisse les acquérir.                       |                         |                         |                       |                     |                     |                   |
| 1996 | (3) Pittsburgh (10-6)   | (5) Jacksonville (9-7)  | Cincinnati (8-8)      | Houston (8-8)       | Baltimore (4-12)    |                   |
| 1997 : Les Oilers de Houston déménagent pour devenir les Oilers du Tennessee. |                         |                         |                       |                     |                     |                   |
| 1997 | (2) Pittsburgh (11-5)   | (5) Jacksonville (11-5) | Tennessee (8-8)       | Cincinnati (7-9)    | Baltimore (6-9-1)   |                   |
| 1998 | (3) Jacksonville (11-5) | Tennessee (8-8)         | Pittsburgh (7-9)      | Baltimore (6-10)    | Cincinnati (3-13)   |                   |
| 1999 : Les Browns de Cleveland rejoignent l'AFC Central en tant qu'équipe d'expansion après avoir été inactifs pendant trois saisons, retrouvant l'histoire et les bilans des Browns d'origine. Les Oilers du Tennessee sont rebaptisés Titans du Tennessee |                         |                         |                       |                     |                     |                   |
| 1999 | (1) Jacksonville (14-2) | (4) Tennessee (13-3)    | Baltimore (8-8)       | Pittsburgh (6-10)   | Cincinnati (4-12)   | Cleveland (2-14)  |
| 2000 | (1) Tennessee (13-3)    | (4) Baltimore (12-4)    | Pittsburgh (9-7)      | Jacksonville (7-9)  | Cincinnati (4-12)   | Cleveland (3-13)  |
| 2001 | (1) Pittsburgh (13-3)   | (5) Baltimore (10-6)    | Cleveland (7-9)       | Tennessee (7-9)     | Jacksonville (6-10) | Cincinnati (6-10) |
| AFC Central |                         |                         |                       |                     |                     |                   |
| 2002 : L'AFC Central passe à quatre équipes et est rebaptisée AFC Nord. Les Jaguars de Jacksonville et les Titans du Tennessee rejoignent la nouvelle AFC South.                                                                                            |                         |                         |                       |                     |                     |                   |
| 2002 | (3) Pittsburgh (10-5-1) | (6) Cleveland (9-7)     | Baltimore (7-9)       | Cincinnati (2-14)   |                     |                   |
| 2003 | (4) Baltimore (10-6)    | Cincinnati (8-8)        | Pittsburgh (6-10)     | Cleveland (5-11)    |                     |                   |
| 2004 | (1) Pittsburgh (15-1)   | Baltimore (9-7)         | Cincinnati (8-8)      | Cleveland (4-12)    |                     |                   |
| 2005 | (3) Cincinnati (11-5)   | (6) Pittsburgh (11-5)   | Baltimore (6-10)      | Cleveland (6-10)    |                     |                   |
| 2006 | (2) Baltimore (13-3)    | Cincinnati (8-8)        | Pittsburgh (8-8)      | Cleveland (4-12)    |                     |                   |
| 2007 | (4) Pittsburgh (10-6)   | Cleveland (10-6)        | Cincinnati (7-9)      | Baltimore (5-11)    |                     |                   |
| 2008 | (2) Pittsburgh (12-4)   | (6) Baltimore (11-5)    | Cincinnati (4-11-1)   | Cleveland (4-12)    |                     |                   |
| 2009 | (4) Cincinnati (10-6)   | (6) Baltimore (9-7)     | Pittsburgh (9-7)      | Cleveland (5-11)    |                     |                   |
| 2010 | (2) Pittsburgh (12-4)   | (5) Baltimore (12-4)    | Cleveland (5-11)      | Cincinnati (4-12)   |                     |                   |
| 2011 | (2) Baltimore (12-4)    | (5) Pittsburgh (12-4)   | (6) Cincinnati (9-7)  | Cleveland (4-12)    |                     |                   |
| 2012 | (4) Baltimore (10-6)    | (6) Cincinnati (10-6)   | Pittsburgh (8-8)      | Cleveland (5-11)    |                     |                   |
| 2013 | (3) Cincinnati (11-5)   | Pittsburgh (8-8)        | Baltimore (8-8)       | Cleveland (4-12)    |                     |                   |
| 2014 | (3) Pittsburgh (11-5)   | (5) Cincinnati (10-5-1) | (6) Baltimore (10-6)  | Cleveland (7-9)     |                     |                   |
| 2015 | (3) Cincinnati (12-4)   | (6) Pittsburgh (10-6)   | Baltimore (5-11)      | Cleveland (3-13)    |                     |                   |
| 2016 | (3) Pittsburgh (11-5)   | Baltimore (8-8)         | Cincinnati (6-9-1)    | Cleveland (1-15)    |                     |                   |
| 2017 | (2) Pittsburgh (13-3)   | Baltimore (9-7)         | Cincinnati (7-9)      | Cleveland (0-16)    |                     |                   |
| 2018 | (4) Baltimore (10-6)    | Pittsburgh (9-6-1)      | Cleveland (7-8-1)     | Cincinnati (6-10)   |                     |                   |
| 2019 | (1) Baltimore (14-2)    | Pittsburgh (8-8)        | Cleveland (6-10)      | Cincinnati (2-14)   |                     |                   |
| 2020 | (3) Pittsburgh (12-4)   | (5) Baltimore (11-5)    | (6) Cleveland (11-5)  | Cincinnati (4-11-1) |                     |                   |
| 2021 | (4) Cincinnati (10-7)   | (7) Pittsburgh (9-7-1)  | Cleveland (8-9)       | Baltimore (8-9)     |                     |                   |
| 2022 | (3) Cincinnati (12-4)   | (6) Baltimore (10-7)    | Pittsburgh (9-8)      | Cleveland (7-10)    |                     |                   |
| 2023 | (1) Baltimore (13–4)    | (5) Cleveland (11–6)    | (7) Pittsburgh (10–7) | Cincinnati (9-8)    |                     |                   |
| 2024 | (3)Baltimore (12-5)     | (6) Pittsburgh (10-7)   | Cincinnati (9-8)      | Cleveland (3-14)    |                     |                   |

## Statistiques par franchise
| Franchise                            | Titre(s) de Division | Série éliminatoire | Titre(s) en AFC | V. au Super Bowl |
| ------------------------------------ | -------------------- | ------------------ | --------------- | ---------------- |
| Steelers de Pittsburgh (depuis 1970) | 24                   | 34                 | 8               | 6                |
| Bengals de Cincinnati (depuis 1970)  | 11                   | 16                 | 3               | 0                |
| Ravens de Baltimore (depuis 1996)    | 08                   | 16                 | 2               | 2                |
| Browns de Cleveland (depuis 1970)    | 06                   | 13                 | 0               | 0                |
| Titans du Tennessee* (1970-2001)     | 03                   | 12                 | 1               | 0                |
| Jaguars de Jacksonville* (1995-2001) | 02                   | 04                 | 0               | 0                |

* : Les statistiques concernent d'une part les résultats additionnés des Oilers de Houston et des Oilers du Tennessee Oilers et d'autre part les résultats de Jacksonville jusqu'en fin de saison 2001.